# Cedric Richmond
Cedric Levan Richmond (Nueva Orleans, 13 de septiembre de 1973) es un abogado, político y asesor estadounidense que se desempeña como asesor principal del presidente y director de la Oficina de Participación Pública de la Casa Blanca en la administración Biden. Miembro del Partido Demócrata, se desempeñó como miembro de la Cámara de Representantes por el 2.º distrito congresional de Luisiana de 2011 a 2021. Su distrito incluía la mayor parte de Nueva Orleans.
De 2017 a 2019, Richmond se desempeñó como presidente del Caucus Negro del Congreso. A partir de su tercer mandato, fue el único demócrata de Luisiana que sirvió en cualquiera de las cámaras del Congreso . Se desempeñó como representante estatal de Nueva Orleans ante la Casa del Estado de Luisiana de 2000 a 2011. En 2019, fue nombrado copresidente nacional de la campaña presidencial de Joe Biden de 2020.  El 5 de septiembre de 2020, fue nombrado copresidente de la transición presidencial de Biden. El 17 de noviembre de 2020, Richmond anunció que dejaría el Congreso en enero de 2021 para servir como asesor principal del presidente y director de la Oficina de Enlace Público.